# Сан-Мікеле (острів)

Вид на острів

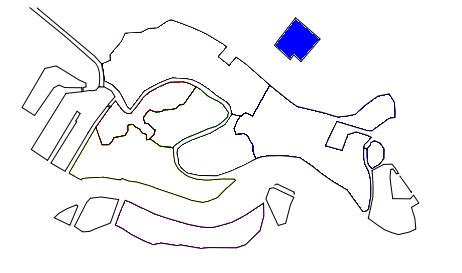
Розміщення Сан-Мікеле в Венеційській лагуні

Сан-Мікеле (італ. San Michele) — острів імені Святого Михаїла Архангела в Венеції. Тривалий час у фортеці на острові знаходився монастир, потім тюрма, але за розпорядженням Наполеона I острів був в 1807 перетворений винятково в місце для захоронень венеційців. На кладовищі три частини: католицька, православна і протестантська.
На острові поховано багато видатних людей світу, в їх числі:
- Ігор Стравінський (з дружиною Вірою)
- Сергій Дягілєв
- Крістіан Доплер
- Йосиф Бродський
- Барон Корво (Фредерік Вільям Рольф)
- Зоран Музич
- Луїджі Ноно
- Езра Паунд
- Еленіо Еррера
- Еміліо Ведова
- Франко Базалья
- Петро Вайль